# Winnertzia hikosanensis
Winnertzia hikosanensis är en tvåvingeart som beskrevs av Junichi Yukawa 1967. Winnertzia hikosanensis ingår i släktet Winnertzia och familjen gallmyggor. Inga underarter finns listade i Catalogue of Life.